# Почеттино, Маурисио
Маури́сио Робе́рто Почетти́но Троссе́ро (исп. Mauricio Roberto Pochettino Trossero, испанское произношение: [mauˈɾisjo potʃeˈtino]; итальянское произношение: [poketˈtino]; род. 2 марта 1972, Мурфи, Санта-Фе) — аргентинский футболист и тренер. Выступал на позиции защитника. Главный тренер сборной США.

## Карьера игрока

### Клубная карьера
Начал профессиональную карьеру в команде «Ньюэллс Олд Бойз». В 1994 году перешёл в «Эспаньол». В шести сезонах постоянно был в стартовом составе, играл за клуб в Кубке Испании 1999/2000.
В январе 2001 года перешёл в «Пари Сен-Жермен», там также постоянно появлялся в стартовом составе, а в 2003 году подписал контракт с «Бордо». Однако позже вернулся в «Эспаньол». В итоге Почеттино появился почти в 300 официальных матчах этого клуба.

### Карьера в сборной
Был капитаном сборной Аргентины на молодёжном чемпионате мира 1991 года, тогда сборная не смогла выйти из группы.
В основной сборной дебютировал 31 марта 1999 года в товарищеском матче против сборной Нидерландов (1:1), при Марсело Бьелсе. Всего сыграл за сборную Аргентины 20 матчей за четыре года, был участником чемпионата мира 2002, где сыграл три полных матча.
| Матчи Почеттино за сборную Аргентины | Матчи Почеттино за сборную Аргентины | Матчи Почеттино за сборную Аргентины | Матчи Почеттино за сборную Аргентины | Матчи Почеттино за сборную Аргентины | Матчи Почеттино за сборную Аргентины | Матчи Почеттино за сборную Аргентины |
| №                                    | Дата                                 | Соперник                             | Счёт                                 | Голы Почеттино                       | Соревнование                         |                                      |
| ------------------------------------ | ------------------------------------ | ------------------------------------ | ------------------------------------ | ------------------------------------ | ------------------------------------ | ------------------------------------ |
| 1                                    | 31 марта 1999                        | Нидерланды                           | 1:1                                  | -                                    | Товарищеский матч                    |                                      |
| 2                                    | 9 июня 1999                          | Мексика                              | 2:2                                  | -                                    | Товарищеский матч                    |                                      |
| 3                                    | 13 июня 1999                         | США                                  | 0:1                                  | -                                    | Товарищеский матч                    |                                      |
| 4                                    | 7 июля 1999                          | Уругвай                              | 2:0                                  | -                                    | Кубок Америки 1999                   |                                      |
| 5                                    | 11 июля 1999                         | Бразилия                             | 1:2                                  | -                                    | Кубок Америки 1999                   |                                      |
| 6                                    | 17 ноября 1999                       | Испания                              | 2:0                                  | 1                                    | Товарищеский матч                    |                                      |
| 7                                    | 23 февраля 2000                      | Англия                               | 0:0                                  | -                                    | Товарищеский матч                    |                                      |
| 8                                    | 29 марта 2000                        | Чили                                 | 4:1                                  | -                                    | Отборочные матчи ЧМ-2002             |                                      |
| 9                                    | 28 февраля 2001                      | Италия                               | 2:1                                  | -                                    | Товарищеский матч                    |                                      |
| 10                                   | 28 марта 2001                        | Венесуэла                            | 5:0                                  | -                                    | Отборочные матчи ЧМ-2002             |                                      |
| 11                                   | 3 июня 2001                          | Колумбия                             | 3:0                                  | -                                    | Отборочные матчи ЧМ-2002             |                                      |
| 12                                   | 7 октября 2001                       | Парагвай                             | 2:2                                  | 1                                    | Отборочные матчи ЧМ-2002             |                                      |
| 13                                   | 8 ноября 2001                        | Перу                                 | 2:0                                  | -                                    | Отборочные матчи ЧМ-2002             |                                      |
| 14                                   | 14 ноября 2001                       | Уругвай                              | 1:1                                  | -                                    | Отборочные матчи ЧМ-2002             |                                      |
| 15                                   | 27 марта 2002                        | Камерун                              | 2:2                                  | -                                    | Товарищеский матч                    |                                      |
| 16                                   | 17 апреля 2002                       | Германия                             | 1:0                                  | -                                    | Товарищеский матч                    |                                      |
| 17                                   | 2 июня 2002                          | Нигерия                              | 1:0                                  | -                                    | Финальные матчи ЧМ-2002              |                                      |
| 18                                   | 7 июня 2002                          | Англия                               | 0:1                                  | -                                    | Финальные матчи ЧМ-2002              |                                      |
| 19                                   | 12 июня 2002                         | Швеция                               | 1:1                                  | -                                    | Финальные матчи ЧМ-2002              |                                      |
| 20                                   | 20 ноября 2002                       | Япония                               | 2:0                                  | -                                    | Товарищеский матч                    |                                      |

Итого: 20 матчей / 2 гола; 10 побед, 7 ничьих, 3 поражения.

## Тренерская карьера

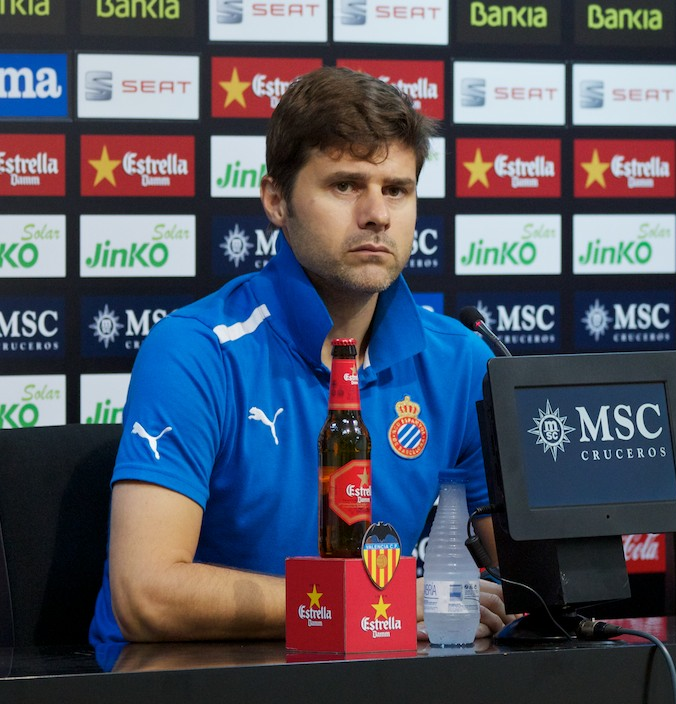
Почеттино в качестве главного тренера «Эспаньола» в 2012 году.

19 января 2009 года Почеттино подписал контракт с «Эспаньолом», сменившим к тому времени уже два тренера в течение сезона и находившимся на 18-м месте. Почеттино, выиграв семь из восьми оставшихся матчей, занял с командой десятое место. Дебютным матчем в качестве главного тренера стала игра против «Вальядолида» 25 января (1:1). Первую победу под руководством Почеттино «Эспаньол» одержал 21 февраля в каталонском дерби над «Барселоной» (2:1). В итоге «Эспаньол» завершил сезон на 10-м месте, избежав вылета, хотя до этого опускался и на последнее 20-е место. На протяжении следующих трёх сезонов «Эспаньол» показывал стабильную игру, занимая твёрдое место в середине турнирной таблицы. 28 сентября 2010 года продлил контракт с клубом до 30 июня 2012 года.
18 января 2013 года назначен главным тренером английского клуба «Саутгемптон».

### «Тоттенхэм Хотспур»
27 мая 2014 года подписал пятилетний контракт с лондонским клубом «Тоттенхэм Хотспур». Несмотря на то, что под руководством аргентинского специалиста «Тоттенхэму» так и не удалось выиграть ни одного трофея, результаты команды значительно улучшились. С Почеттино «шпоры» занимали второе и дважды — третье место в Премьер-лиге, что стало лучшим результатом команды в этом турнире. Пиком этой команды стал первый в истории клуба выход в финал Лиги чемпионов, который, впрочем, был проигран «Ливерпулю». Однако во второй половине 2019 года результаты команды стали ухудшаться и 19 ноября 2019 года тренер был отправлен в отставку.

### «Пари Сен-Жермен»
2 января 2021 года было официально объявлено о том, что Почеттино вернулся к тренерской работе, возглавив «Пари Сен-Жермен», с которым подписал контракт до лета 2022 года. 14 января выиграл с командой Суперкубок Франции, обыграв марсельский «Олимпик» со счётом 2:1. Этот трофей стал первым для аргентинца в качестве главного тренера. «ПСЖ» не сумел выйти в финал Лиги чемпионов, уступив в полуфинале «Манчестер Сити», а чемпионат Франции завершил на втором месте, уступив чемпионский титул «Лиллю».
В июле 2021 года Почеттино продлил контракт с «Пари Сен-Жермен» до 2023 года.
5 июля 2022 года «Пари Сен-Жермен» на своём официальном сайте объявил об увольнении Маурисио Почеттино с должности главного тренера.

### «Челси»
29 мая 2023 года английский клуб «Челси» объявил о том, что Маурисио Почеттино станет главным тренером команды в сезоне 2023/24.
21 мая 2024 года покинул клуб «Челси» по взаимному согласию.

### Сборная США
10 сентября 2024 года назначен главным тренером сборной США.

## Тренерская статистика
| Команда           | Страна  | Начало работы    | Окончание работы | Результаты | Результаты | Результаты | Результаты | Результаты |
| Команда           | Страна  | Начало работы    | Окончание работы | И          | В          | Н          | П          | % побед    |
| ----------------- | ------- | ---------------- | ---------------- | ---------- | ---------- | ---------- | ---------- | ---------- |
| Эспаньол          | Испания | 20 января 2009   | 27 ноября 2012   | 161        | 53         | 38         | 70         | 032,92     |
| Саутгемптон       | Англия  | 18 января 2013   | 27 мая 2014      | 60         | 23         | 18         | 19         | 038,33     |
| Тоттенхэм Хотспур | Англия  | 27 мая 2014      | 19 ноября 2019   | 293        | 159        | 62         | 72         | 054,27     |
| Пари Сен-Жермен   | Франция | 2 января 2021    | 5 июля 2022      | 84         | 55         | 14         | 15         | 065,48     |
| Челси             | Англия  | 29 мая 2023      | 21 мая 2024      | 51         | 26         | 11         | 14         | 050,98     |
| США               | США     | 10 сентября 2024 |                  | 14         | 6          | 2          | 6          | 042,86     |
| Всего             | Всего   | Всего            | Всего            | 663        | 322        | 145        | 196        | 048,57     |

## Достижения

### Достижения в качестве игрока
«Ньюэллс Олд Бойз»
- Чемпион Аргентины (2): 1990/91, 1992 (клаусура)

«Эспаньол»
- Обладатель Кубка Испании (2): 1999/00, 2005/06

«Пари Сен-Жермен»
- Обладатель Кубка Интертото: 2001

### Достижения в качестве тренера
«Тоттенхэм Хотспур»
- Финалист Кубка Футбольной лиги: 2014/15
- Финалист Лиги чемпионов УЕФА: 2018/19

«Пари Сен-Жермен»
- Чемпион Франции: 2021/22
- Обладатель Кубка Франции: 2020/21
- Обладатель Суперкубка Франции: 2020

«Челси»
- Финалист Кубка Английской футбольной лиги: 2023/24

Сборная США
- Финалист Золотого Кубка КОНКАКАФ: 2025

### Личные достижения
- Тренер месяца английской Премьер-лиги (4): октябрь 2013, апрель 2017, сентябрь 2015, февраль 2016[18].